# Arguel (Somme)
Arguel település Franciaországban, Somme megyében. Lakosainak száma 32 fő (2022. január 1.). Arguel Andainville, Fresneville, Liomer, Le Quesne, Saint-Aubin-Rivière, Saint-Maulvis és Villers-Campsart községekkel határos.

## Népesség
A település népességének változása:
| Lakosok száma | 28   | 29   | 29   | 29   | 28   | 30   | 31   | 32   |
|               | 2013 | 2015 | 2017 | 2018 | 2019 | 2020 | 2021 | 2022 |